# Robert Torricelli
Robert Guy Torricelli est un homme politique américain né le 27 août 1951. Membre du Parti démocrate, il représente le New Jersey au Congrès des États-Unis de 1983 à 2003.

## Biographie

### Jeunesse et débuts en politique
Torricelli grandit à Franklin Lakes dans le New Jersey. Diplômé de l'université Rutgers en 1974, il devient l'assistant du gouverneur Brendan Byrne de 1975 à 1977 puis du vice-président Walter Mondale jusqu'en 1980, année où il est diplômé de la Kennedy School d'Harvard,.
En 1982, Torricelli se présente à la Chambre des représentants des États-Unis, dans le nord du New Jersey. À 31 ans, il bat le républicain sortant Harold C. Hollenbeck (en) avec 53 % des suffrages. De 1984 à 1994, il est réélu tous les deux ans avec toujours plus de 57 % des voix.

### Sénateur des États-Unis
Robert Torricelli est candidat à la succession de Bill Bradley lors des élections sénatoriales de 1996. Il affronte le républicain Dick Zimmer, avec lequel il est au coude-à-coude dans les sondages. Torricelli est élu au Sénat des États-Unis avec 52,7 % des suffrages contre 42,6 % pour Zimmer. Au Sénat, il est nommé président du comité de campagne démocrate sénatorial par Tom Daschle, en vue des élections sénatoriales de 2000. Il lève plus de 85 millions de dollars lors de ces élections qui voient les démocrates battre cinq républicains sortants.
Il est à l'origine en 1992 de la loi Torricelli, qui intensifient les sanctions contre Cuba en leur conférant un caractère extraterritorial, pourtant interdit par le droit international. Tout navire étranger accostant dans un port cubain se voit interdire l'entrée aux États-Unis pendant six mois. La loi impose par ailleurs des sanctions à tout pays apportant une assistance à Cuba. Dans un entretien donné à The Baltimore Sun, il explique que l'objectif est de « semer le désordre dans l’île ». 
Durant l'été 2002, après avoir remporté les primaires démocrates sans opposition, Torricelli est réprimandé par le Sénat pour avoir accepté des cadeaux en échange d'interventions en faveur d'un homme d'affaires coréen,,. Il n'est cependant pas poursuivi par le procureur de Manhattan. Lors des élections de 2002, les sondages le donnent distancé par son adversaire républicain Doug Forrester, qui l'attaque pour ses problèmes d'éthique. Le 30 septembre, à cinq semaines des élections, Torricelli annonce son retrait de la course pour éviter de faire perdre un siège au Parti démocrate. Malgré un recours des républicains du New Jersey, la justice accepte que les bulletins au nom de Torricelli soient remplacés par ceux de Frank Lautenberg, qui remporte l'élection et succède à Torricelli au Sénat.
Après le Congrès, Torricelli fait fortune dans l'immobilier.

### Vie privée
Torricelli est connu pour ses nombreuses liaisons avec des personnalités, dont Bianca Jagger ou encore Íngrid Betancourt.